# Szakamoto-gyilkosság
Szakamoto Cucumi jokohamai japán ügyvédet és családját 1989. november 5-én gyilkolta meg az Aum Sinrikjó vallási szekta néhány tagja. Szakamoto le akarta leplezni az Aumot és csődeljárást indíttatni a szervezet ellen, amely pénzügyi összeomlással fenyegette a szektát.
Az áldozatok holttesteit a gyilkosok elrejtették, a maradványokra csak 1995-ben, a tokiói gáztámadás után bukkant rá a rendőrség.

## Előzmények
A jokoszukai születésű, s a Tokiói Egyetemen végzett Szakamoto Cucumi 1984 óta praktizált ügyvédként. Később a jokohamai kamara tagja lett és a városban kezdett dolgozni.
Az Aummal való konfrontációját megelőzően sikeres eljárást folytatott le a Japánban népes hívőtáborral bíró Egyesítő Egyház ellen több tag hozzátartozójának nevében, akiket a szervezet anyagilag megkárosított és elvágta a szeretteikkel való kapcsolattartás lehetőségét is. Az Egyesítő Egyház ennek következtében komoly pénzügyi veszteséget szenvedett el.
Szakamoto ezután az Aum ellen lépett fel, amely szintén jelentős összegeket csikart főleg a tehetősebb tagokból, s nem engedte kilépni azokat a tagokat, akik távozni szerettek volna. Ezenfelül már ekkor is többen gyanították, hogy a szekta csalásokat követ el, mely abban nyilvánult meg, hogy bizonyos termékeket (pl. könyvkiadványokat és újságokat) messze a piaci ár fölött értékesít. Mint később kiderült az Aum így finanszírozta egyebek mellett tudatmódosító és más szerek beszerzését és/vagy előállítását, amellyel befolyásolni tudták némely tagjukat. Később ezeket a szereket gyilkosságoknál is alkalmazták. Ugyancsak hatalmas összegeket áldozott az Aum arra, hogy fegyvereket szerezzen be és vegyi fegyvereket állítson elő.
Szakamoto komoly eredményeket ért el, s még külön szervezetet is létrehozott, amely az Aum károsultjait tömörítette. A csoport Szakamoto halála után is tovább működött kollégája Takimoto Taró vezetésével. Szakamoto tényfeltáró munkája révén a szektát az összeomlás fenyegette, mivel fennállt a veszélye annak, hogy a hatóságok fényt deríthetnek arra, hogy a csoport miként szerzi be és mire fordítja a pénzeket.

## A gyilkosság
A Tokyo Broadcasting System (TBS) egy interjút készített Szakamotóval 1989 októberében, amelyben elmondta mennyit tudnak az Aumról. Többek között olyan tényekről volt tudomásuk, amelynek nyilvánosságra kerülése igen kínos lett volna a szektára nézve, sőt bizonyítékok álltak rendelkezésre a szektán belül művelt, kínzással felérő beavatási szertartásokról. Ezekről mind közre akarta adni egy leleplező cikket is a Sunday Mainichi japán újságban. Szakamoto kijelentette, hogy tiszteletben tartja a vallásszabadságot, ennek ellenére a vallási szervezeteknek nincs joguk emberek életét megkeseríteni és tönkre tenni. Szakamoto úgy gondolta (nem alaptalanul), hogy az Aumnak hatalmi törekvései vannak Japánban.
A televízió viszont jóval az adásba kerülés előtt, szabálysértő módon megküldte az anyagot a szervezetnek, amelynek tisztviselői (Fimihiro Kamiszuke,  Aojama, Hajakava Kijohide) ezután nyomást gyakoroltak a TBS-re, hogy töröljék a tervezett adást. Az Aumnak igen széleskörű volt a kapcsolatrendszere ebben az időben, mivel hatósági személyek is a tagjai közé tartoztak, akik így egyfajta hírszerzőszolgálatként is működtek a szekta számára.
Az Aum vélhetően ekkor határozta el Szakamoto elrablását és megölését, sőt tervezték a Sunday Mainichi kiadója székházának felrobbantását és főszerkesztőjének Makitaro Futaharának a meggyilkolását is. (utóbbit végül nem hajtották végre).
Az előzetes tervben nem szerepelt ugyan az ügyvéd családjának kivégzése, mivel Szakamotót a Sinkanszen pályaudvaron akarták elfogni, amelyen keresztül gyakran ingázott. Makitaro még mindig a munkahelyén tartózkodott, ezért lehetetlen volt ellene merényletet elkövetni. Az elkövetők viszont elfelejtették, hogy ünnepnap lévén Szakamoto aznap nem is ment be dolgozni, így nem bukkant fel a pályaudvaron.
A bűncselekmény elkövetésében több tag vett részt négy vezetővel az élen: Murai Hideo, Hasimoto Szatoro, Nakagava Tomomasza és Okaszaki Kaszuaki. Az elkövetők kálium-klorid tartalmú injekcióstűket is vittek magukkal.
Miután Szakamotót nem találták a pályaudvaron, Nakagava előzetesen beszélt telefonon Aszaharával kérve a tanácsát, hogy mitévők legyenek. Aszahara ekkor kiadta a parancsot, hogy az ügyvédet otthonában kell megtámadni és végezzenek a családjával is.
A gyilkosok az ügyvéd lakásához hajtottak Nissan Bluebird típusú kocsijukon, hajnali három óra tájban. Szakamoto és családja ekkor már aludt. A gyilkosok behatoltak a házba, ahol előbb kalapáccsal leütötték az ügyvédet, majd kálium-kloridot fecskendeztek belé. Feleségét, Szatokót összeverték és szintén kálium-kloridot adtak be neki. Az alig tizennégyhónapos fiukat, Tacuhikót szintén beinjekciózták, majd egy kendőbe csavarták, hogy a sírását elnyomják. Ezt követően Nakagava mindhárom áldozatot megfojtotta. A fizikai bántalmazásokból a harcművész képzettségű Hasimoto is kivette a részét. Szatoko olyan súlyos traumát szenvedett el, hogy a tortúra alatt az életéért könyörgött, próbált ellenállni is, de a támadók nem kegyelmeztek neki.
Amikor áldozatok meghaltak, az elkövetők fémdobokba gyömöszölték a holttesteket, majd Kamikuisikiba, a Fudzsi hegy lábához vitték őket, ahol a szekta egyik központja volt. Aszahara elégedett volt a munkával, tartott egy hajnali prédikációt, majd utasította a tagokat a holttestek és a bizonyítékok eltüntetésére.
A tetemeket egymástól távol kaparták el. Szakamotót Niigatában, Nadacsi városka mellett, a feleségét Tojamában, egy Oucu közelében fekvő erdős területen, a kisfiút pedig Naganóban, Ómacsi mellett, egy tónál rejtették el. Sorrendben előbb a fiút, utána az apát és legvégül az anyát hantolták el. Mindez azt a célt szolgálta, hogyha a rendőrség felfedezné a holttesteket, úgy ne tudja őket egy esethez kapcsolni. Az áldozatoknak Murai javaslatára még a fogait is kiverték csákánnyal és kövekkel, hogy megnehezítsék a későbbi azonosítást. A gyilkosságnál használt eszközöket és a család lepedőit megsemmisítették (részben a tengerbe dobták, részben elégették). A kocsit, amellyel Jokohamában jártak szintén belökték a tengerbe. Mivel az elkövetéskor Murai és Hajakava nem viseltek kesztyűt, ezért ujjlenyomataik a lakásban maradtak. Aszahara utasítására ezért leégették a bőrt az ujjaikról.

## A nyomozás
A tokiói rendőrség értesüléseket kapott, hogy Szakamoto és családja eltűnése mögött az Aum állhat, de mivel az esetet Jokohamában követték el, ezért a fővárosi hatóságok nem intézkedtek az ügyben. A jokohamai rendőrség, annak ellenére, hogy Szakamoto munkatársai hangot adtak az Aummal szembeni gyanújuknak, nem tudta kideríteni mi történt. A helyszínen találtak ugyan egy elvesztett Aum-jelvényt is (talán valamelyik gyilkosságban résztvevő tagtól), ami mégsem keltett gyanút a nyomozókban.
A szekta figyelemelterelés céljából nyilatkozatot is adott ki Szakamoto és családja eltűnésével kapcsolatban. A jelvény megtalálásában véleményük szerint semmi kivetnivaló nem lehet, mivel Szakamoto velük foglalkozott és akár valamelyik tagjuk családtagja is juttathatott neki egy ilyet. Kifejtették, hogy készek rendőrségi kihallgatásnak is alávetni magukat. A sajtó érdeklődni kezdett az Aumnál, amely képzésekre hivatkozva elhárította az interjúvolás lehetőségét.
A gyilkosságban résztvevő személyeket a szekta még november végén képzésre hivatkozva a németországi Bonnba, a hollandiai Amszterdamba és New Yorkba, az Egyesült Államokba utaztatta, hogy távol tartsák őket a médiától és a hatóságoktól. Olyan kijelentést is tettek, hogy Szakamato csak elrejtőzött és a jelvényt is az ügyvédi iroda alkalmazottai helyezték el, csak azért, hogy kompromittálják vele az Aumot.
A rendőrségi nyomozás folyamatosan zsákutcába tévedt, mert végig másfajta okot kerestek Szakamoto és családja eltűnése mögött: politikai okokat (a japán kommunista párt szerepét), adósságokat, vagy a jakuzák szerepét feltételeztek, esetleg pletykákra hagyatkoztak. Némelyiket maga az Aum terjesztette, csakhogy félrevezesse a hatóságokat.
Az Aum gyanúsításától a hatóságok amiatt is ódzkodtak, mert ekkoriban a szekta társadalmi támogatottsága komoly volt és vallási tudósok is kiálltak mellette. Emiatt könnyen vádolhatták volna a japán hatóságokat, hogy csak ürügyet keresnek a különféle csoportok elleni fellépésre és megsértik a vallásszabadságot.

## A következmények
1995-ig bezáróan a szekta több gyilkosságot, gyilkossági kísérletet és emberrablást követett el. A tokiói merénylet megelőzően a legsúlyosabb eset a macumotói gáztámadás volt, amelynek felderítésénél a rendőrség sokáig szintén rossz nyomon haladt. Takimoto Tarót is megpróbálták megölni 1994-ben  VX gázzal és botulizmust okozó baktériumokkal, de nem jártak sikerrel.
Miután a tokiói merénylet félresiklott (ugyanis az Aum a világvége eljövetelét várta tőle), a rendőrség hozzáfogott a szekta felszámolásába és tagjainak kézre kerítéséba. Így derült fény, hogy az 1989 óta eltűntként számon tartott Szakamoto Cucumit és családját a szekta meggyilkolta. A helyszíni szemlék mindhárom áldozat csontjait kiemelték a földből.
Bár nem mindegyik résztvevő tett tanúvallomást, a bíróság megállapította, hogy Aszahara Sókó, az Aum vezetője adta ki a parancsot Szakamoto likvidálására, jóllehet ezt Aszahara végig tagadta.
Miután kiderült, hogy TBS a forrásvédelemre vonatkozó szabályokat megszegve szivárogtatta ki a Szakamoto-interjú anyagát az Aumnak, sőt erről Szakamoto eltűnését követően sem számolt be a rendőrségnek (akik akkor még nem találtak indítékot a szekta részéről), ezért a csatorna elnökének le kellett mondania a kialakult felháborodás miatt.

## A bírósági tárgyalás
Az elkövetők közül Murait sosem tudták elítélni, vele ugyanis 1995. április 23-án egy koreai jakuza a Jamagucsi-gumi klánból késsel végzett riporterek és rendőrök jelenlétében. Murainak lett volna a feladata előkészíteni a Sunday Mainichi elleni merényletet: egy kéttonnás tehergépkocsit akart ehhez megrakni robbanóanyaggal, amit a székház épületének alagsorában robbantottak volna fel.
Nakagava, Okaszaki és Hasimoto viszont bíróság előtt felelt a gyilkosságért. Okaszaki tárgyalása hamar véget ért, ő ugyanis minden vádpontban bűnösnek vallotta magát. Másik két társát 2000-ben mondta ki bűnösnek a bíróság. 2000. július 25-én mind a három személyt halálra ítélték. Július 28-án szintén halálra ítéltek Hajakava Kijohidét, akinek közvetlen szerepe volt a gyilkosságban.
Nakagava az ítélet végrehajtására várva kitért az Aum hitéből, bocsánatot kért az áldozatok hozzátartozóitól és 2017-ben emlékiratot készített, amelyben elítélte Aszaharát.
Nakagavát 2018. július 6-án akasztották fel Tokióban, ugyanazon a napon, mint Aszaharát. Okaszakit és Hasimotót kevesebb mint három héttel később, július 26-án kötötték fel.
A Szakamoto családnak ma Oucuban emlékműve áll. Omacsiban, az ott elásott gyermeküknek állítottak emléket.